# Federació Nacional d'Estudiants de Catalunya
La Federació Nacional d'Estudiants de Catalunya (FNEC) és una organització d'estudiants nacionalista catalana i independentista que fou fundada a Barcelona el 26 d'abril de 1932, com a culminació d'un corrent associatiu dins el catalanisme, amb noms com el Centre Escolar Catalanista, la Federació Escolar Catalana, l'Associació Ramon Llull i l'Associació Catalana d'Estudiants. El primer president fou Joaquim Granados i Borrell. Vinculada ideològicament en aquells anys a moviment catalanistes de tota mena, com ara Acció Catalana, Estat Català i a Esquerra Republicana de Catalunya, la FNEC es va estendre a altres ciutats i pobles i mantingué contactes estrets amb l'Agrupació Valencianista Escolar, l'Associació per la Cultura de Mallorca i l'Associacion Generala d'Estudiants, de Montpeller, de filiació occitanista. Aplegà a Barcelona valencians, mallorquins i occitans (14 i 15 d'abril de 1933). L'any següent participà en la creació, a València, de la Federació Nacional d'Estudiants de Llengua Catalana.

## La FNEC al franquisme
El 1940 participà en la fundació del Front Nacional de Catalunya, a la que aportà molts militants joves. En 1946 fou reorganitzada des de l'exili per Heribert Barrera i Costa, que en seria el secretari general, Josep Pallach com a representant a París i Claudi Ametlla a Perpinyà, Amb la finalització dels estudis dels més veterans, Josep Maria Ainaud de Lasarte fou el nou secretari general en 1946 i en seria fins al 1952,
Entre 1946 i 1963 fou el sindicat democràtic clandestí de les associacions d'estudiants universitaris de Catalunya i va ser reconeguda formalment pel II Congrés Iberoamericà d'Estudiants. A l'interior, es convertí en una plataforma juvenil de partits polítics integrada per la UDC, el Bloc Escolar Nacionalista (BEN), el Front Nacional de Catalunya (FNC), i el Grup d'Estudiants Socialistes. Participà en la vaga de tramvies de 1951, en la creació de la primera Assemblea Lliure d'Estudiants de la Universitat de Barcelona i la reivindicació dels fets del Paranimf el 1957, així com la fundació del Comitè de Coordinació Universitària durant el curs 1958-59. La creació del Sindicat Democràtic d'Estudiants (SDEUB) en el curs 1965-1966, en el que es va integrar, suposà la seva desaparició efectiva. L'any 1986 hom reconstruí gràcies al poeta Josep Vicenç Foix, la FNEC com a associació d'estudiants universitaris catalanistes de Catalunya. Arnau Figueras va publicar el 2005 el llibre "Història de la FNEC" sobre la FNEC de la República, l'Exili i la Clandestinitat. Una gran part de la documentació d'aquesta època està dipositada a l'Arxiu Nacional de Catalunya en el fons Federació Nacional d'Estudiants de Catalunya.

## Refundació de la FNEC el 1985
La refundació de la FNEC és el 1985. Un cop aprovada la llei que permet la creació d'associacions d'estudiants, neix la idea de relegalitzar la FNEC, el sindicat d'estudiants històric. Es crea una gestora formada per l'Antoni Gelonch, el Joaquim Triadú i el Jaume Padrós que prepara el congrés constituent de l'any següent.
Es forma un nucli bàsic d'estudiants que permet l'actuació de la FNEC a les universitats catalanes amb garanties d'èxit. El Congrés constituent té lloc el dissabte 18 de gener de 1986, al Saló d'Actes de la Facultat d'Arquitectura de la UPC. A l'acte assisteixen diverses personalitats del món polític i cultural català.
El manifest fundacional de la FNEC és el següent:
1. Cal una modernització i catalanització plenes dels nostres centres universitaris, per tal que puguin adequar-se a les necessitats i demandes de l'actual societat catalana, amb una perspectiva progressista de cara al futur.
2. Cal principalment que al front d'aquest procés se situïn els més directament implicats, i ben específicament els estudiants.
3. Cal que en aquest procés de modernització i catalanització dels centres universitaris, ultra els agents directament implicats, hi hagi una àmplia conscienciació de tots els ciutadans per tal que entenguem que una aposta per una universitat moderna, catalana i de qualitat és una aposta pel futur del país, i que això implica necessàriament una atenció decidida i constant en diversos ordres.
4. Cal que els estudiants s'organitzin activament, en una entitat democràtica que els ofereixi possibilitats de participació, amb objectius clars i ben definits, és a dir, cal bastir una organització basada en un estil nou que impliqui l'assumpció dels principis bàsics de catalanitat i rigor en el treball, tant en els objectius com en les accions.

En aquest congrés s'escull a Josep Vicenç Foix com a President d'Honor de la FNEC. Seves són les paraules: "La universitat catalana a més d'esdevenir referent de modernitat i de qualitat ha de convertir-se també en la principal impulsora de la cultura i la identitat catalanes. La funció de la FNEC, en la mesura de les seves possibilitats, és fer que "Els estudiants, ultra estudiar, esdevinguin partícips d'allò que suposa la revitalització de la nostra cultura i l'elevació social i política del país" (J.V. Foix, 1985).
La primera Coordinadora nacional de la FNEC està integrada per Joaquim Forn, com a president, Vicenç Pedret, com a secretari general i el Carmel Mòdol, com a secretari d'organització (substituït per en Joan Vives, l'octubre del 1986), entre d'altres.
De seguida s'inicien les activitats a les facultats i especialment la representació dels estudiants.

### Eleccions 1985
Aquestes eleccions foren preparades per la Comissió Gestora (Antoni Gelonch, Joaquim Triadú, Jaume Padrós) ajudats pel nucli inicial de socis. En les primeres eleccions al Claustre de la UB, que acabava d'aprovar els Estatuts que s'adequaven a la LRU (Llei de Reforma Universitària de 1983), la FNEC obté 21 claustrals. Es presenten dues candidatures a Rector, la del Josep Maria Bricall i la de l'Eulàlia Vintró. La FNEC, majoritàriament, va donar suport a la candidatura del Dr. Josep Maria Bricall, que va sortir guanyador. La coordinadora de la FNEC va donar llibertat de vot als claustrals, atesa la divisió entre els membres vinculats a la JNC que volien votar a l'Eulàlia Vintró, i els provinents del GEN (Grup d'Estudis Nacionalistes) partidaris de donar suport a Josep Maria Bricall. Aquests darrers van ser decisius per donar la victòria a Josep Maria Bricall en segona volta. A les eleccions al Claustre de la UAB s'obtenen 14 claustrals. Va ser escollit Rector, el Ramon Pascual que també va tenir el suport dels vots dels claustrals de la FNEC.

## II Congrés (Gener del 1987)
El II Congrés es va fer el gener del 1987 a la Facultat de Biologia, de la UB. Hi va haver només una candidatura a la Coordinadora Nacional formada per Joaquim Forn, com a president, Joan Vives, com a secretari general, Xavier Pareja secretari de relacions amb Països Catalans, Oriol Carbó, com a secretari de Finances, Pere Torres, Enric Renau i Raquel Miarons. Miquel Vila (UB), Jordi Canyelles (UPC) i Joan Capdevila (UAB) en formaven part com a coordinadors de les universitats.

### Eleccions 1987
Les eleccions als claustres de les universitats del 1987 representen la primera victòria clara de la FNEC. A la UB s'obtenen 48 claustrals i més de 3000 vots. A la UAB, s'obtenen 16 claustrals. La campanya electoral ajuda a vertebrar l'organització, creant-se una estructura descentralitzada per facultats i universitats i ampliant-se força la base de socis. La FNEC participa en la manifestació en contra de la "Sentència de València" que aplega 25.000 manifestants a València.

## III Congrés, Gener del 1988
Se celebra a la sala d'Actes de l'Escola Arquitectura de la Universitat Politècnica de Catalunya. Amb més de 300 delegats acreditats hi concorren dues candidatures, una encapçalada per Enric Renau i Oriol Pujol, entre d'altres, que es retira abans de la votació i l'encapçalada per Daniel Panyella i Joan Vives que resulta escollida. La Coordinadora Nacional està composta per diferents sensibilitats polítiques de tendència marcadament independentista. Daniel Panyella és el nou president, Joan Vives, el secretari general, Xavier Pareja, el secretari d'organització, Domènec Orriols, el secretari de finances, Ramon Puigneró, el secretari de serveis, Erika Casajoana, la secretaria de dinamització i Francesc Abad (UB), Jordi Solé Muntadas, (UAB) i Toni Matas (UPC) -substituït al cap de poc per la Meritxell Solans-són escollits coordinadors de les universitats aleshores existents.

### La gran expansió: les eleccions de 1988 i 1989
Després del IIIer. Congrés, celebrat el 16 de gener de 1988, s'inicia un període de gran expansió. En aquest període, la FNEC arriba fins a més de 2.000 militants. La Seu Nacional es trasllada a la Gran Via de Les Corts Catalanes, 580, a conseqüència del creixement del nombre de socis i de les activitats i serveis que es presten i que han generat unes necessitats d'espai, que l'antiga seu del número 72 del Pg. de Sant Joan, no podien cobrir. El local es converteix en una veritable seu social amb sales de treball i de reunions on els socis també poden trobar-se i realitzar activitats d'oci. També es crea una Biblioteca i un Centre de Documentació Universitària (CEDU). S'obren delegacions, amb secretaries de coordinació pròpies, a Lleida i Tarragona quan en aquestes ciutats només tenien delegacions universitàries de la UB. Els serveis als socis s'impulsen de manera radical, com la iniciativa de l'Agenda Universitària i es comença a editar la Revista Interna Fòrum. Es publiquen diversos documents del cos ideològic de la FNEC. En aquest moment, també es canvia la imatge corporativa de la FNEC amb un nou logo format per un triangle blau.
El IIIer. Congrés marca el trencament definitiu i la independència total de la FNEC respecte als partits polítics, i les seves joventuts, que van impulsar la refundació el 1985. Aquests fets esdevenen un model a seguir per altres associacions universitàries que es constitueixen per a l'acció política i sindical a les universitats catalanes en aquella època. S'inicien en aquest període les campanyes anuals per Sant Jordi, amb actes, conferències, campanyes de catalanització de manuals, materials d'estudi i imatge i comunicació de les universitats. Es crea el Servei del "Telèfon de l'Estudiant" i es crea i consolida la Festa Universitària Anual de la Benvinguda a la comunitat universitària, que difon entre aquesta el rock en català amb una munió de grups que actuen en aquestes festes d'assistència massiva d'estudiants i joves en general. S'inicia la col·laboració amb les associacions universitàries catalanistes a Catalunya Nord, com l'ACE de la Universitat de Perpinyà entre d'altres, mitjançant suports de tota mena. Es tanca un acord d'intercanvi amb una associació d'estudiants universitaris del land de Baden-Wüttemberg, de la República Federal d'Alemanya.
La primera campanya electoral que afronta la coordinadora nacional sorgida del III Congrés són les eleccions a Consells d'Estudis i Juntes de Facultat de la Universitat de Barcelona, el novembre de 1988. Aquestes eleccions són un gran èxit i en total la FNEC obté uns 5.000 vots. Destaca el resultat d'Econòmiques, on el candidat més votat de la FNEC, Emili Valdero, obté uns 1.500 vots, amb una participació de més del 30% dels estudiants matriculats.
A l'abril del 1989 se celebra la Ia. Conferència Nacional de la FNEC a l'Aula Magna de la Facultat de Dret de la Universitat de Barcelona amb una conferència de J.M Esquirol i Calaf amb el títol "Per un sindicalisme universitari nacional". L'acte és pensat, també, com un homenatge als membres de la FNEC republicana que han estat convidats expressament, entre els quals hi havia el MH Sr. Heribert Barrera i està presidit per un retrat d'Andreu Xandri, militant emblemàtic de la FNEC de la República, integrant del Regiment Pirinenc núm.1, mort en combat a la Guerra del 36.
Al novembre del 1989 se celebra la III Festa de la Benvinguda, a la recta de Psicologia a la UB. Actuen Els Pets i Sopa de Cabra, entre altres grups. Aquest concert és un dels primers que aquests grups emblemàtics del rock català fan a Barcelona, davant milers d'estudiants universitaris.
Les eleccions al claustre del 1989, celebrades el 30 de novembre, signifiquen la consolidació de l'èxit de les eleccions a consells d'estudis i juntes de facultats de l'any anterior, que fins ara no ha estat superat per cap associació. A la Universitat de Barcelona s'aconsegueixen fins a 51 claustrals, s'esdevé primera força amb gairebé 6.000 vots. La victòria és especialment espectacular a la Facultat d'Econòmiques (a on la candidatura de la FNEC obté gairebé 1400 vots, essent la candidata més votada l'Elisenda Paluzie amb gairebé 1200 vots). La FNEC guanya clarament també a la Facultat de Dret. També s'obtenen bons resultats a Empresarials, Farmàcia, Química i Física, Biologia, Filologia i Pedagogia. A la Universitat Autònoma de Barcelona s'obtenen 21 claustrals, i hi destaquen els resultats obtinguts a Veterinària, Dret i Econòmiques. Les associacions d'esquerres properes a PSC i Iniciativa, AJEC i ACE havien format un front per intentar guanyar la FNEC però no ho aconsegueixen.
Institucionalment la FNEC crea a la UB la Comissió d'Afers Estudiantils (CAE), participa activament a la Junta de Govern i compta amb un dels dos adjunts al vice-rector d'estudiants. S'obren locals a l'edifici central de la UB a la Gran Via i a gairebé totes les facultats, així com al campus de Bellaterra i a diferents locals de la Universitat Autònoma.

## IV Congrés (1989)
El desembre de 1989 té lloc el IV Congrés de la FNEC. En Francesc Gómez és elegit president, en Joan Vives continua de secretari general, i s'incorporen nous membres a la Coordinadora Nacional: l'Àlex Meseguer, secretari d'organització, el Pitu Amigó, secretari d'acció política, el Marc Martí, secretari d'acció sindical, Oriol Junqueras i Elisenda Paluzie, secretaris de finances i comptabilitat respectivament, l'Agustí Ten coordinador de la UB, la Meritxell Solans coordinadora de la UPC, el Santi Solsona, coordinador de la delegació de Lleida i el Jordi Solé continua de coordinador de la UAB.
Al cap d'uns mesos, en Francesc Gómez dimiteix, la resta de la Coordinadora Nacional segueix exercint les seves funcions però s'inicia una crisi, el punt àlgid de la qual té lloc en el Consell Nacional del 21 d'abril de 1990. Gran part dels socis d'Econòmiques de la UB i alguns de dret estan en desacord amb la gestió de la Coordinadora. Les crítiques se centren en la falta de debat intern en la presa de decisions i en la política de despeses considerada massa expansiva per les possibilitats de l'associació i es plasmen en un manifest que signa un nombre important de socis. En aquest Consell Nacional, el Sergi Fernàndez, de la UAB, és escollit President de la Mesa del Consell Nacional (i president en funcions de la FNEC) fins a la seva substitució per l'Adolf Rousaud en el Consell Nacional del 27 d'octubre de 1990, reunit en sessió extraordinària per convocar el V Congrés.

## V Congrés (1990)
El 24 de novembre de 1990 se celebra el V Congrés. La coordinadora nacional escollida està formada per en Joan Vives com a president, el Joaquim Bech de Careda com a secretari general, la Gemma López com a secretària d'organització i l'Elisenda Paluzie com a secretària de finances, el Pitu Amigó continua de secretari d'acció política i en Marc Martí de secretari d'acció sindical, l'Agustí Ten de coordinador de la UB, la Natàlia Renieblas és escollida coordinadora de la UPC i l'Àlex Bas coordinador de la UAB. Es presenta una candidatura alternativa a coordinador de la UAB, en Pere Saló, però guanya l'Àlex Bas per un estret marge.
Després d'aquest congrés, la FNEC deixarà de ser l'únic sindicat nacionalista de les universitats catalanes. La JNC (Joventuts de Convergència Democràtica de Catalunya) creen EN (Estudiants Nacionalistes), alguns dels socis de la FNEC membres d'ERC es donen de baixa al cap d'uns mesos i s'integren al BEI (Bloc d'Estudiants Independentistes).
A les Eleccions als Claustres de 1991, la FNEC continua sent la primera força en nombre de claustrals a les universitats catalanes però perd l'hegemonia que havia tingut des de l'any 1987. Continua sent la primera força de la UB amb 34 claustrals malgrat una baixada important, però a la UAB la davallada és més gran i esdevé tercera força. El BEI passa a ser la tercera força a la UB amb 23 claustrals i la primera a la UAB. EN només aconsegueix representació a la UAB. Aquest sindicat bàsicament centrarà la seva activitat a la UAB i desapareixerà al cap de poc temps.
Malgrat la crisi interna del 1990, l'activitat de la FNEC continua amb normalitat, com ho evidencia el fet que segueixi sent primera força a la UB a les eleccions del novembre de 1991. Es fan nous socis que integren el gruix de les candidatures a les eleccions de 1991. Alguns dels socis nous d'aquest període, com l'Albert Vergés, la Carme Prados es convertiran al cap d'uns anys en els nous dirigents de l'associació. En aquest període també es duran a terme campanyes importants com la d'oposició al Districte Únic, que té un èxit important en posposar l'aplicació d'aquesta mesura i deixar-la reduïda en el cas de Catalunya a una mesura purament testimonial.
Les Festes de la Benvinguda es continuen celebrant i contribuiran en una mesura molt important a la difusió del rock en català entre els universitaris de Barcelona. Així, a la IV Festa de la Benvinguda, el 9 de novembre de 1990, a les Pistes Universitàries, actuen Tancat Per Defunció, Sau i Sangtraït. La darrera gran Festa de la Benvinguda serà la V, el novembre de 1991 davant els Menjadors Universitaris, on actuaran Umpapah i la Salseta del Poble Sec entre d'altres.
L'activitat associativa continua amb l'organització de trobades anuals, com la de Salou, la primavera del 1991. Altres activitats destacables d'aquest període són les conferències que tenen lloc a Econòmiques amb els principals candidats dels partits polítics a les Eleccions Municipals del 1991 (Maragall, Cullell, Luchetti, Carles Bonet i Enric Lacalle) i a les Eleccions Nacionals del 1992 (Jordi Pujol, Raimon Obiols, Rafael Ribó, Àngel Colom i Aleix Vidal-Quadras).
Alhora l'activitat de representació als òrgans universitaris no varia substancialment. Els equips rectorals són els mateixos (escollits el gener de 1990). A la Universitat de Barcelona, els 34 claustrals obtinguts per la FNEC que segueix sent la primera força, permeten mantenir l'adjunt al vice-rector d'estudiants, en Gerard Pascual, així com la participació de la FNEC en les activitats d'informació als estudiants (Punts d'Informació Universitària).

## VI Congrés, abril de 1992
En el VI Congrés que té lloc l'abril de 1992 es produeix un relleu important en la direcció de la FNEC. En Joan Vives deixa la presidència de l'associació. En Joaquim Bech de Careda és elegit president i Eduard Sallent, secretari general, continuen l'Elisenda Paluzie, com a secretària de finances, el Marc Martí, com a secretari d'acció sindical i el Pitu Amigó com a secretari d'acció política, l'Alex Bas esdevé secretari d'organització. El David Raventós és escollit coordinador de la UB, el David Madí coordinador de la UAB, la Natàlia Renieblas continua de coordinadora de la UPC. L'abril de 1993 es fa un Consell Nacional que renova bastant aquesta coordinadora, en incorporar l'Albert Vergés com a secretari d'acció política i en Josep Serra com a secretari d'acció sindical.
El desembre del 1992, en Joan Vives impulsa la creació del setmanari universitari Catalunya Campus. En aquest projecte hi participaran en diferents etapes altres membres de l'associació com en Llorenç Prats, en Carles Torrecilla, l'Elisenda Paluzie, el David Madí, el Quim Farraró, el Miquel Trilla i el Miquel Angel Armengol. El setmanari va editar 118 números. Aquest setmanari formava part del projecte de fer de la FNEC el centre d'un conglomerat de serveis als estudiants. En aquesta mateixa línia, el 1990 s'havia constituït l'agència de viatges per a estudiants, Going, impulsada per l'Àlex Meseguer i on també hi van participar altres membres de l'associació com l'Albert Rimbau, el Joaquim Bech de Careda, el Domènec Orriols i el Marc Martí.

### Les eleccions del 1993: la pèrdua de l'hegemonia de la FNEC
Les eleccions als claustres de 1993 no són gens bones per la FNEC. A la UB, la FNEC passa de ser la primera a la tercera força amb 17 claustrals. A la UAB s'obtenen només 6 claustrals. En el període immediatament previ a les eleccions, l'AEP-ACE i el BEI impulsen una campanya contra l'augment de taxes. La FNEC no va saber explicar bé la seva postura, contrària a l'augment de taxes però partidària de què fos en els òrgans on els estudiants tenen representació on es plantegés l'oposició a la mesura (especialment el Consell interuniversitari). Les associacions impulsores de la campanya opten per la celebració d'assemblees i manifestacions, la FNEC en queda al marge.
Aquest resultats negatius de la FNEC en les eleccions tindran conseqüències importants en les universitats catalanes. Les eleccions que són cada dos anys pels estudiants, coincideixen enguany amb l'elecció de rector per un mandat de quatre anys a la UB i a la UAB. A la UB, la FNEC donarà suport a la candidatura de la Dra. Encarna Roca, catedràtica de dret civil català. Però resultarà escollit amb el suport del BEI, el Dr. Antoni Caparrós, de Psicologia. El nou equip rectoral canviarà substancialment el sistema d'organització dels estudiants, desapareixen els adjunts al vice-rector d'estudiants que tradicionalment nomenaven les dues associacions més votades i es crea un Consell d'Estudiants integrat per 5 estudiants i el propi vice-rector. A la UAB, la FNEC dona suport a la candidatura del Josep Maria Vallès (en aquest cas aquest candidat rep també el suport del BEI) però en canvi surt escollit el Carles Solà. A l'Autònoma, resorgeix amb força el fenomen assembleari, amb el CAF (Coordinadora d'assemblees de facultat).

## VII Congrés, octubre de 1994
El 15 d'octubre de 1994 se celebra el VII Congrés de la FNEC a l'escola d'Enginyers Industrials de la UPC. Aquest congrés representa un canvi generacional important. L'Albert Vergés és escollit President. La Coordinadora nacional incorpora al Carles Torrecilla com a secretari general, la Carme Prados com a secretària de finances, el Marc Bosch com a secretari d'organització, l'Anna de Fàbregues com a secretaria d'acció sindical i voluntariat, l'Albert Paluzie, coordinador de la UB, el Toni Molons, coordinador de la UAB, el Lluís Arasanz, coordinador de la UPF i el Francesc Gomis, coordinador de la UPC.
El VII Congrés escollí per una àmplia majoria la nova coordinadora nacional. Els mesos previs, un grup de socis de l'Autònoma impulsa una altra candidatura que no es va arribar a consolidar. L'Albert Vergés arribà al consens amb els socis de la UAB, amb la incorporació del Marc Bosch com a secretari d'organització.
A les eleccions als Claustres de 1995, la FNEC manté la seva presència a les diferents universitats catalanes, però amb uns resultats discrets.
Entre les activitats que impulsa la nova Coordinadora Nacional escollida en el VII Congrés, destaquen els cicles de conferències. Així, la primavera del 1995 té lloc el cicle "Quina Barcelona volem?", coordinat pel coordinador de la facultat d'Econòmiques, en Jaume Argerich. Hi intervenen els candidats a l'alcadia de Barcelona, Miquel Roca, Pilar Rahola, Alberto Fernández Diaz i Eulàlia Vintró. Altres actes celebrats a la universitat amb un gran èxit de públic són les taules rodones sobre el Barça organitzades conjuntament amb el Fòrum Samitier. A la UAB es fan diverses campanyes, com l'anomenada "Treu-te el dictador de la butxaca", de retirada de monedes amb l'efígie del dictador Franco.

### La recuperació de 1997
La feina desenvolupada per la Coordinadora Nacional encapçalada per l'Albert Vergés, té els seus fruits i en les eleccions als Claustres de la UB i de la UPF de 1997, la FNEC millora molt els seus resultats, obtenint 26 claustrals a la UB, en unes eleccions on el BEI i l'AEP-ACE empaten a 32 claustrals, i 9 claustrals a la UPF on la FNEC esdevé segona força.
Destaquen els resultats d'Econòmiques de la UB on es torna a ser primera força amb 7 claustrals, essent el 1989 el darrer cop que s'havien guanyat unes eleccions en aquesta facultat.

## VIII Congrés (1999)
El VIII Congrés té lloc el maig de 1999 a l'Aula Magna de la Universitat de Barcelona. L'equip que els darrers anys ha estat dirigint l'associació passa el relleu a una nova generació encapçalada pel Jeroni Boixareu que és escollit nou president de l'entitat. La resta de la Coordinadora Nacional està formada pel Daniel Òsacar, secretari general, en David Leal, secretari d'organització, la Cristina Panadero, secretària de finances, en Roger Mestre, secretari d'acció política i el Roger Plaza, secretari de relacions internacionals. La Marta Moliné és la nova coordinadora de la UB, l'Oriol de Soto de la UAB i en Marc Casanova de la UPF.
El VIII Congrés aprova dues ponències "Estudiants, universitats i país" i "La necessitat de les reivindicacions". En destaquem alguns fragments:
"La FNEC, com a associació d'estudiants, ha de crear aquest marc on hi tinguin cabuda tots els estudiants conscienciats nacionalment. Un país normal, amb una situació nacional "normalitzada", disposa d'eines i entitats que responen a llur manera d'ésser. Així, aquests països, disposen de sindicats de treballadors propis i forts, d'organitzacions professionals fortes i que no reben ingerències de fora. I també, disposen d'organitzacions estudiantils que agrupen a la majoria dels/les estudiants. En aquest aspecte, la FNEC, des de la seva fundació el 26 d'abril de 1932 ha treballat i treballa, per esdevenir el referent natural de tots i totes. D'aquí ve la seva segona lletra de les sigles: "Nacional", pertanyent a una nació i d'abast nacional. La FNEC ha esdevingut així una mostra de normalitat. Des de la FNEC s'ha entès aquest marc com el natural, més enllà de qualsevol marc jurídico-polític en el qual estigui immersa Catalunya. La FNEC no està limitada per un marc polític. L'endemà d'una independència política a nivell nacional, la nostra entitat tindrà la tasca ben definida i no podrà obviar-la. Aquest fet ens diferencia d'altres moviments d'estudiants catalans. La nostra tasca dins de la pretesa "normalitat democràtica", és en primer lloc, defensar els drets dels i les estudiants. És la nostra principal motivació. Sense ella no seríem sindicat universitari, sense defensar la millora de la Universitat no tindríem cap motiu per "ser". És des d'aquesta funció de sindicat, que complim la nostra funció d'entitat en un país "normal". És des d'aquesta premissa, la que realment ens fa ser nacionalistes. Volem construir, volem ajudar a millorar el nostre país i fer que assoleixi el seu paper a l'àmbit dels pobles lliures del món. Aquesta és la nostra manera d'ajudar a la reconstrucció nacional inacabada. Volem que la Universitat catalana sigui la que el nostre país necessita. I no només la volem com a centre d'excel·lència acadèmica, sinó que creiem en la formació en la qual cal ser amarats durant el pas dels i les estudiants per la universitat. Cal que la Universitat no rebutgi el seu paper de formació en l'esperit crític, de formació en la participació cívica, de formació en el diàleg, alhora que formació en la lluita per canviar les coses. La Universitat no ha de rebutjar el seu espai a la recerca de la utopia. Cal que la FNEC serveixi d'humil eina. I això, primer de tot, cal que ho faciliti amb la seva tasca diària. Aquesta és una aportació de la nostra entitat. Aquest és el nostre nacionalisme. Nacionalisme cívic, participatiu, que busca el servei a l'altri desinteressadament. Nacionalisme alhora crític, constructiu i que cerca un marc polític per la nostra terra. Treball diari, lluita quotidiana. Eina que volem que serveixi per assolir la utopia. Que la FNEC serveixi per esdevenir lliures personalment i nacional."

### Eleccions als Claustres de la UB, UAB i UPF de 1999
Les primeres eleccions que va afrontar la Coordinadora elegida al VIII Congrés de la FNEC foren les eleccions als claustres de la UB, UAB i UPF el desembre de 1999. A la UB, les eleccions van ser coordinades per la Cristina Panadero, el David Leal i el Jeroni Boixareu. La feina duta a terme per aquest equip va permetre a la FNEC obtenir uns resultats satisfactoris tenint en compte el poc temps que duïa la Coordinadora a l'obtenir 19 claustrals a la UB. Una mica per sota dels grans resultats de les anteriors eleccions. A la UAB i a la UPF es van aconseguir 3 i 4 claustrals respectivament; això implicava mantenir la presència en dites universitats tot i que amb menor representació.
El curs 2000-2001 va ser més tranquil des del punt de vista electoral donat que no hi va haver eleccions a cap universitat, tret de la UPC, on la FNEC va renovar la seva presència obtenint 4 claustrals. Durant aquest curs, es van dur a terme les campanyes que anualment havia realitzat la FNEC els darrers anys: la benvinguda a les diferents facultats, ofrena floral al monument de Rafel de Casanovas l'11 de Setembre, la castanyada a l'escola d'Empresarials, la gimcana a la UAB, conferències d'orientació o sortides professionals, el Dia Internacional de la Sida a Econòmiques (UB) i les parades de llibres i roses la diada de Sant Jordi. A la UAB, la coordinadora de la FNEC es renova i passa a ser encapçalada per en Ramon Borràs i la Laia Coral, els quals, a part de seguir publicant la revista "Bon cop de falç" i realitzar les activitats tradicionals de la FNEC a l'Autònoma, van organitzar una conferència titulada "Nacionalisme" duta a terme pel secretari general d'ERC, Josep Lluís Carod Rovira.
Durant aquest mateix curs 2000-2001, amb motiu de les eleccions al Parlament Basc, la FNEC va organitzar un acte important, en un moment de màxima pressio sobre el nacionalisme basc, convidant el senador Xabier Albístur, del PNB, ex-alcalde de Donosti, a l'Aula Magna de la facultat d'Econòmiques de la UB perquè realitzés una conferència sobre les perspectives polítiques al País Basc.
El curs 2001-2002 va venir marcat per diferents factors: la LOU, les eleccions claustrals i el 70è Aniversari de la FNEC. El 2001 el govern de l'Estat aprova una nova llei d'universitats: la LOU (Ley Organica de Universidades). Aquesta llei genera un ampli rebuig en la comunitat universitària perquè suposa una retallada important de l'autonomia universitària. La FNEC manifesta la seva oposició a la llei participant en les diverses accions de protesta (vagues i manifestacions) que convoca de forma unitària la comunitat universitària catalana. Un dels punts amb els que la FNEC es mostra més en desacord és el de l'habilitació estatal dels professors universitaris.

### Eleccions als Claustres de 2001
Les eleccions als claustres de les universitats catalanes del curs 2001-2002 suposen un manteniment dels resultats obtinguts en els dos anys anteriors a la UB i a la UPF. A la UPC es milloren els resultats passant de 4 a 7 claustrals gràcies a la feina de l'Ariadna Alvarez i en Joan Martí. Aquestes eleccions que van ser coordinades pel Jeroni Boixareu, el Francesc Pous i el Carles Rojas, també suposen la implicació de nous socis de primer curs en el dia a dia de la FNEC. Aquests socis entre els quals destaquen en Sergi Rubió, en Marc Flo i en Carles Roma representen un relleu generacional important per assegurar la continuïtat de l'associació. Durant aquest curs, la FNEC també dugué a terme les tradicionals benvingudes a les facultats, així com parades de llibres i roses per Sant Jordi i una conferència sobre el dèficit fiscal i el sector públic a Catalunya a la facultat d'Econòmiques de la UB. La FNEC també participa activament en l'elecció dels nous rectors a la UB (Joan Tugores) i a la UPC (Josep Ferrer).
Ara bé, l'acte més destacat de tots els organitzats per la FNEC el curs 2001-2002 fou la conferència de Xabier Arzalluz, President del Partit Nacionalista Basc, a l'Aula Magna de la facultat d'Econòmiques de la UB, el 3 de maig de 2002. Xabier Arzalluz va fer una anàlisi de la situació política actual i futura al País Basc. L'assistència a aquest acte va ser massiva, desbordant totes les previsions i sobrepassant l'aforament de la sala, amb una assistència de més de 700 persones.

## El 70è Aniversari de la FNEC
L'any 2002 és especialment important perquè la FNEC celebra el seu 70è Aniversari. Els actes de commemoració d'aquest aniversari van ser organitzats conjuntament per la FNEC i el Club FNEC. Els actes s'inicien amb un sopar-confèrencia organitzat conjuntament per la FNEC i el Club FNEC, el maig del 2002 amb Xabier Arzalluz com a conferenciant als porxos del Paranimf de la Universitat de Barcelona, el 2 de maig del 2002, que va comptar amb una conferència de Xabier Arzalluz seguida per un debat obert amb els 150 assistents a l'acte.
La culminació de les celebracions del 70è Aniversari és l'exposició de la història de la FNEC que s'inaugura el 5 de Desembre a l'Edifici Històric de la UB i que compta amb la participació d'antics membres de la FNEC a la República i l'Exili com Heribert Barrera, Miquel Siguan i Eduard Ferré.
Amb aquesta exposició es va donar a conèixer als estudiants de les universitats catalanes la trajectòria del sindicat universitari d'estudiants amb més tradició de Catalunya.

## Els darrers congressos
El 2003, el IX Congrés de la FNEC escull una nova coordinadora nacional encapçalada pel Sergi Rubió com a President i en Carles Roma com a Secretari General. Sergi Rubió, estudiant d'Economia a la Universitat de Barcelona, serà president de la FNEC fins a l'XI congrés celebrat l'1 de juliol de 2010 a l'edifici històric de la Universitat de Barcelona. Durant el seu mandat la FNEC obté bons resultats a les eleccions a la UB i es reactiva a la UPF i a la URV.
L'XI congrés de la FNEC del 2010 escull una nova coordinadora nacional encapçalada per Aitor Pérez Codorniu, estudiant de Ciències Polítiques a la Universitat Pompeu Fabra, com a President, i Marc Cassany, estudiant d'ADE a la Universitat de Barcelona, com a Secretari General, Maria Vila i Redon, com a Coordinadora de la UPF, Víctor Feliu, com a secretari de finances i Pol Cruz-Corominas, secretari de comunicació, entre d'altres Aquesta coordinadora obtindrà un excel·lent resultat a les eleccions al Claustre de la Universitat Pompeu Fabra de l'1 de març de 2012, guanyant les eleccions amb 20 claustrals. El 21 de març de 2012 obtenen el segon lloc a les eleccions al Claustre de la Universitat Rovira i Virgili, nucli que s'ha reactivat sota la coordinació d'Adolf Barceló, i el 26 de març de 2012 es milloren resultats a la UB, obtenint 10 claustrals i la victòria a la Facultat d'Economia i Empresa.
El 14 de febrer de 2013 té lloc el 13è congrés de la FNEC a la UPF, congrés que suposa el relleu d'Aitor Pérez Codorniu, en haver finalitzat els seus estudis. També acaben el seu mandat Pol Cruz-Corominas, Maria Vila Redon, Víctor Feliu Teruel i Laia de Bolós. La nova coordinadora nacional està encapçalada per Marc Cassany Alemany, President; Jordi Pallaruelo, secretari de finances, Gerard Bros, secretari d'Organització; Marc Barbens, secretari de Relacions Institucionals; Lluís Mesana, secretari de Política Universitària; Adolf Barceló, coordinador de la URV, Cristina Costa, secretària d'Expansió i Paula Roma i Andreu Calvet com a vocals.
L'octubre de 2014 la FNEC va celebrar el seu 14è Congrés, a la Sala de Graus de la Facultat d'Economia i Empresa de la Universitat de Barcelona, en el qual va renovar la Coordinadora Nacional que fins ara encapçalava Marc Cassany i Alemany. El nou president és Bernat Mallén Alberdi, estudiant d'Economia a la Universitat Pompeu Fabra. La resta de la Coordinadora està conformada per: Gerard Ferrer, secretari general; Jordi Pallaruelo, secretari de finances; Roger Davins, adjunt a la secretaria de finances; Andreu Calvet, secretari de comunicació; Cristina Calvo, adjunta a la secretaria de comunicació; Lluís Boada, secretari d'organització; Maria Salvador, adjunta a la secretaria d'Organització; Marc Santamaria, secretari d'expansió; Marc Herrera, secretari de política universitària; els diversos coordinadors d'universitats i el vocal Oriol Bertran. En el mandat d'aquesta coordinadora destaca la victòria, per primer cop, a les eleccions al Claustre de la Universitat Rovira i Virgili.
El 19 de desembre de 2015 té lloc el 15è Congrés de la FNEC, que escull com a nou President, l'estudiant d'ADE-Dret de la UPF David Trepat. En aquest congrés, Bernat Mallén, president sortint, adreça al soci una carta oberta explicant des de l'experiència personal com a president d'un moviment estudiantil, com es van viure des de la FNEC les setmanes crucials abans del que havia de ser el referèndum d'autodeterminació del 9 de novembre de 2014, i que va acabar essent un procés participatiu.
A les eleccions al Claustre de la UPF celebrades el 15 de març de 2016, la FNEC obté la victòria (empatada amb el SEPC) amb 7 claustrals, després de la reforma que havia reduït el nombre de claustrals elegibles.

## El 80è aniversari
El 30 de novembre de 2012 la FNEC va commemorar el 80è aniversari de l'entitat amb un acte a la Universitat de Barcelona.
L'acte, presentat pel periodista Quico Sallés va comptar amb les intervencions de la degana d'Economia de la UB i presidenta de l'associació d'exmembres (Club FNEC), Elisenda Paluzie, el Rector de la UB, Dídac Ramírez, el Secretari d'Universitats i Recerca de la Generalitat de Catalunya, i també ex-membre de la FNEC, Antoni Castellà, i el president de la FNEC, Aitor Pérez Codorniu. L'acte va finalitzar amb la interpretació de tres peces de la cantautora Maria del Mar Bonet. Amb motiu d'aquesta efemèride, l'organització va redefinir el seu logotip, mantenint l'essència de l'anterior però amb un acabat més modern.

## El 90è aniversari
El 26 d'abril de 2022 la FNEC arriba als seus 90 anys. L'efemèride es commemora amb un acte institucional el mateix dia 26, que té lloc al Paranimf de la Universitat de Barcelona i on hi assisteixen nombrosos exmilitants i militants de la Federació. L'acte també compta amb una nombrosa representació institucional, de la qual destaquen els 4 rectors magnífics de les universitats barcelonines -Joan Guàrdia, de la UB; Javier Lafuente, de la UAB; Daniel Crespo, de la UPC; i Oriol Amat, de la UPF-, la presidenta del Parlament, Laura Borràs; i la consellera de Recerca i Universitats, Gemma Geis.

L'acte compta amb intervencions del rector Joan Guàrdia i del president de la FNEC, Ferran Piqué i Anguera, qui fa un discurs crític amb el Govern i els partits per la situació actual del país, i amb els rectors, per la situació de marginació del català a les universitats. En el transcurs de l'acte es presenta un curtmetratge dels 90 anys d'història de la FNEC, així com la lectura del Manifest de renovació del compromís de la FNEC amb Catalunya, llegit per membres de diverses generacions de fnecaires com Blanca Serra Puig, Joan Triadú o Maria Vila, entre d'altres. Hi ha una voluntat per part de la Federació de minimitzar la participació política a l'acte en desacord amb la situació política d'ençà de l'1 d'octubre i l'abandonament per part dels partits i del Govern d'una política rupturista amb Espanya.

Amb motiu de l'aniversari, es fa un homenatge a personalitats importants de la història de la Federació i es lliura un guardó a títol pòstum a Joaquim Granados, primer president de la FNEC, i a Josep Vicenç Foix, president d'honor de la FNEC. També es lliuren guardons a Joaquim Forn, primer president de la FNEC reconstituïda, i als principals membres de la Comissió Gestora que havien permès la refundació de la FNEC, que fou presidida per Antoni Gelonch, amb Jaume Padrós i Joaquim Triadú, com a vicepresidents.

Tanmateix, s'instaura el Premi FNEC a la militància per Catalunya; la primera edició del qual s'atorga als Caputxins de Sarrià, "pel seu compromís amb Catalunya i els estudiants, la seva defensa de les causes justes com la del dret a l’autodeterminació del poble català, i en reconeixement de la seva dignitat i resistència en els fets de la Caputxinada i implicació en la fundació del Sindicat Democràtic d’Estudiants de la Universitat de Barcelona".

L'acte clou amb la interpretació per part de Noctes Cor de Cambra del Cant de la Senyera i els Segadors, i crits d'independència.